# 饗宴 (柴咲コウのアルバム)
『響宴』(きょうえん)は柴咲コウの3枚目のミニ・アルバム。

## 概要
柴咲コウ名義のミニ・アルバムとしては、2019年発売の『Blessing』から約5年半振りであり、KOH+名義を含めると2022年発売の『ヒトツボシ 〜ガリレオ Collection 2007-2022〜』から約2年3ヶ月ぶりとなる。
通常盤 (CDのみ)、響宴パンフレット盤 (CD+A4パンフレット)、VICTOR ONLINE STOREグッズ付限定盤 (通常盤CD+木製スピーカー、数量限定)の三形態での発売となり、グッズ付限定盤/通常盤と響宴パンフレット盤ではジャケットが異なる。
響宴パンフレット盤には本作のコンセプト、テーマに込められた想いと、楽曲のライナーノーツ、ライブツアー情報、撮り下ろしPhotoなどを収録したオールインワン書籍付のスペシャルセットとなっており、限定盤ではグッズ付のVICTOR ONLINE STORE限定のバンドル商品 (ロゴ金文字・特製金箔押しBOX収納)と、木製スピーカー詳細が付属される。
本作は“輪廻”や“季節”をコンセプトに制作されており、楽曲にはKICK THE CAN CREWのLITTLEが作詞曲を手がけた表題曲をはじめ、ボカロPの⌘ハイノミが作曲、柴咲が作詞を担当した「紫陽花」「想待灯」などの他、小田和正の「woh woh」とKing Gnuの「硝子窓」のカバー曲の収録もなされた。これら2曲のカバーの収録は2023年発売の企画アルバム『KO SHIBASAKI ACTOR'S THE BEST -Melodies of Screens-』の流れも汲んだものであると言い、それぞれ「woh woh」はドラマ『安堂ロイド〜A.I. knows LOVE?〜』（TBS）の最終回挿入歌、「硝子窓」は映画『ミステリと言う勿れ』の主題歌となっており、いずれも柴咲が出演した作品となっている。

## 収録曲
1. 響宴
作詞：LITTLE / 作曲：LITTLE・大藪良太・Yuria Sannodo / 編曲：Yuria Sannodo
本作の表題曲
2. woh woh
作詞・作曲：小田和正 / 編曲：十川ともじ
小田和正のTBS系『日曜劇場』ドラマ『安堂ロイド〜A.I. knows LOVE?〜』の最終回挿入歌のカバー
3. 紫陽花
作詞：柴咲コウ・⌘ハイノミ・吉田雄生 / 作曲・編曲：⌘ハイノミ
17作目の配信限定シングル。
4. 想待灯
作詞：柴咲コウ / 作曲・編曲：⌘ハイノミ
5. 硝子窓
作詞・作曲：常田大希 / 編曲：宮川純
King Gnuの『劇場版 ミステリと言う勿れ』の主題歌のカバー
6. A wonderful little light
作詞：柴咲コウ / 作曲：大藪良多・Yuria Sannodo / 編曲：Yuria Sannodo